# Gillis Mostaert
Gillis Mostaert (Hulst, 27 giugno 1528 – Anversa, 28 dicembre 1598) è stato un pittore fiammingo.

## Biografia
Con il padre, artista di mediocre talento, e con il fratello gemello Frans si trasferì giovanissimo ad Anversa.

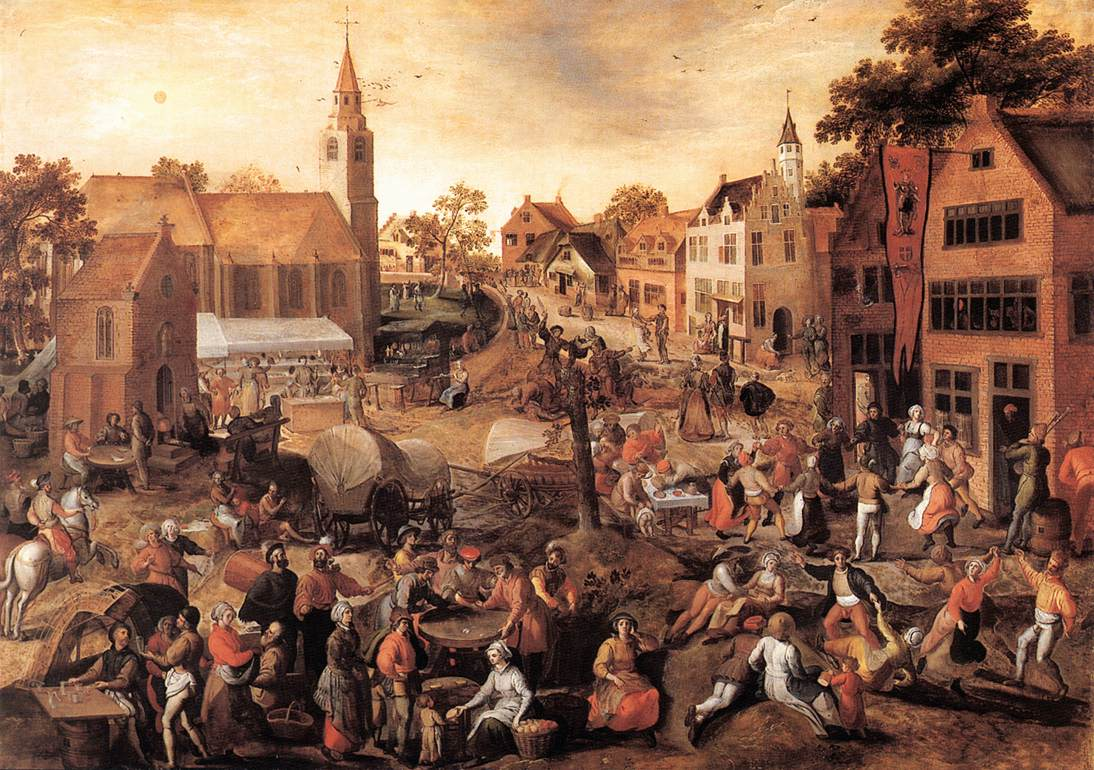
Festa del villaggio, Museo di belle arti, Gand

Fu allievo di Jan Mandyn e già nel 1554 divenne libero maestro della gilda di San Luca. I suoi primi biografi lo presentano come un artista scavezzacollo, ridanciano e faceto, insolente e mistificatore. Tuttavia era considerato un artista dotato, inventivo e produttivo. Dipinse sia soggetti religiosi che mitologici e storici. Pittore di genere e paesaggista, può essere avvicinato a Maarten van Cleef e Jacob Grimmer, con cui collaborò occasionalmente. Gli antichi inventari menzionano un gran numero di sue opere. Sono particolarmente ricercati i suoi piccoli paesaggi d'inverno, detti Winterkens, e i suoi soggetti notturni con effetti lunari e bagliori d'incendio. Gillis è intervenuto nei dipinti di Cornelis van Dalem, Jacob Grimmer e Hans Vredeman de Vries.
La Distruzione di Sodoma e Gomorra, opera tarda e conservata al di Bruxelles, appartiene ad una serie di composizioni di soggetto drammatico, illuminate da incendi. Qui come altrove si rivela l'eclettismo del pittore, il quale fa riferimento tanto a modelli italiani che locali. Sue opere si trovano dei musei di Anversa, Brema, Budapest, Copenaghen, Münster, Napoli, Stoccolma e Vienna.